# Geelhalspopulierenhaantje
Het geelhalspopulierenhaantje (Zeugophora flavicollis) is een keversoort uit de familie halstandhaantjes (Megalopodidae). De wetenschappelijke naam van de soort werd in 1802 gepubliceerd door Thomas Marsham.